# Luci Gel·li Publícola (cònsol any 40)
Luci Gel·li Publícola (en llatí Lucius Gellius Publicola) va ser un magistrat romà. Formava part de la gens Gèl·lia i era de la família dels Publícola.
Va ser designat cònsol sufecte en el regnat de Calígula, l'any 40. Només es coneix aquest fet de la seva vida, perquè el mencionen els Fasti.